# Піонірка

прямий вузол

Піонірка — це сукупність завдань для в'язання вузлів. Піоніркою користуються переважно скаути, скелелази та пластуни. Піоніркою також вважають сукупність вузлів, зібраних у певне джерело.
Існують пластові книжки з назвою «Піонірка», у яких зібрана інформація про в'язання та застосування вузлів.

## Базові поняття

Корінний та ходовий кінці

### Корінний та ходовий кінці
Корінний кінець як правило залишається в фіксованому положенні, в більшості вузлів на нього припадає навантаження.
Ходовим кінцем в'яжемо вузли, на нього навантаження як правило не припадає.

### Шлаг
Якщо обнести будь-який предмет чи линву другою линвою навколо на 180°, то отримаємо шлаг.

### Півштик
Півштик отримуємо тоді, коли ходовий кінець, обвівши навколо корінного кінця чи якогось предмета, протикаємо самого під себе.

### Контрольний вузол
Контрольний вузол (контролька) використовується для того, щоб забезпечити інший вузол від розв'язування. Контролькою може слугувати серія півштиків або простий вузол, що зав'язані навколо корінного кінця. Якщо вузол використовуватиметься довший час, як контрольку рекомендують бензель.